# Манюня (сериал)
«Манюня» — российский комедийный телесериал режиссёра Армана Марутяна. Экранизация одноимённой повести Наринэ Абгарян, которая получила Российскую национальную литературную премию «Рукопись года» и была номинирована на премию «Большая книга».
Премьера двух первых эпизодов телесериала прошла 23 сентября 2021 года в рамках внеконкурсной программы «Кинотавр. Сериалы».
Премьера первого сезона состоялась 15 декабря 2021 года в онлайн-кинотеатре Okko, второго сезона — 15 декабря 2022 года, третьего сезона — 25 декабря 2023 года.
Также первые 2 сезона телесериала были показаны в 2023 году на телеканале «Солнце».
Телевизионная премьера 3 сезона сериала состоялась 29 марта 2024 года на телеканале «Солнце».
9 июля 2025 года начались съёмки приквела, который расскажет о детстве самой строгой и грозной Ба — «Манюня: детство Ба».

## Сюжет
Действие сериала происходит в 1979 году в Армении (Берд). В центре сюжета — две подружки-школьницы Манюня и Наринэ, которые вместе переживают череду приключений и постоянно попадают в нелепые и забавные ситуации. Во втором сезоне в наказание их отправляют в пионерский лагерь- Колагир, где нет привычных для детей развлечений. В третьем сезоне подруги продолжают свои весёлые приключения.

## В ролях
| Актёр              | Роль                                                        |
| ------------------ | ----------------------------------------------------------- |
| Екатерина Темнова  | Манюня (Маня) Шац                                           |
| Карина Каграманян  | Наринэ Абгарян                                              |
| Каринэ Мнацаканян  | Каринэ Абгарян сестра Наринэ                                |
| Джульетта Степанян | Роза Иосифовна Шац, Ба бабушка Манюни                       |
| Мариам Мано        | Надежда мама Наринэ                                         |
| Арман Навасардян   | Михаил папа Манюни                                          |
| Армен Маргарян     | Юрий папа Наринэ                                            |
| Карлос Мурадян     | Олег                                                        |
| Аревик Геворгян    | Ася                                                         |
| Сатеник Азарян     | Света                                                       |
| Грант Тохатян      | Гарегин Сергеевич директор пионерлагеря «Колагир» (2 сезон) |
| Марина Петросян    | бабушка Аревик (2 сезон)                                    |
| Евгения Малахова   | милиционер (2 сезон)                                        |

Озвучивание
| Актёр               | Роль                                            |
| ------------------- | ----------------------------------------------- |
| Елена Подкаминская  | рассказчик (1-3 сезон)                          |
| Светлана Иванова    | рассказчик (1 сезон)                            |
| Елизавета Боярская  | рассказчик (1 сезон)                            |
| Марина Александрова | рассказчик (1 сезон)                            |
| Чулпан Хаматова     | рассказчик (1 сезон)                            |
| Нонна Гришаева      | Роза Иосифовна Шац, Ба бабушка Манюни (1 сезон) |
| Ольга Малахова      | бабушка Аревик (2 сезон)                        |

## Список серий
| № сезона | Название                     | Кол-во серий | Дата премьеры   | Дата окончания |
| -------- | ---------------------------- | ------------ | --------------- | -------------- |
| 1        | Манюня                       | 10           | 15 декабря 2021 | 12 января 2022 |
| 2        | Манюня. Новый сезон          | 10           | 15 декабря 2022 | 12 января 2023 |
| 3        | Манюня. Веселье продолжается | 10           | 25 декабря 2023 | 3 января 2024  |

26 мая 2022 года вышла спецверсия для кинотеатров «Манюня в кино».
Также 14 декабря 2023 года вышел отдельный фильм «Манюня: Новогодние приключения». Телевизионная премьера фильма состоялась 18 мая 2024 года на телеканале «Солнце».
30 мая 2024 года вышел в прокат второй фильм о Манюне и её подружках: «Манюня: Приключения в Москве».
14 ноября 2024 года вышел в прокат третий фильм о Манюне и её подружках: «Манюня: Приключения в деревне».
13 февраля 2025 года вышел в прокат четвёртый и последний фильм о Манюне и её подружках: «Манюня: День рождения Ба».

## Производство
Производством сериала занимается «Кинокомпания братьев Андреасян».
Съёмки проходили в Армении.

## Реакция
Сериал получил смешанные оценки российских кинокритиков.
Сергей Селёдкин («Комсомольская правда»): «Самое главное, что отметили все зрители — это подбор актёров. Поскольку герои книги всем очень полюбились, то логично предположить, что в голове каждого сложились образы. Но, что удивительно, решения, найденные в фильме, нисколько им не противоречат. Второе, за что хочется похвалить фильм, — это качество операторской работы. Пейзажи и панорамные виды в сериале настолько восхитительны, что кажется, Армения могла бы конкурировать с Новой Зеландией за честь быть локацией „Властелина колец“».
Тамара Попова («Алтайская правда»): «Получилось — не получилось. В фильмах, снятых по любимым книгам, это хрупкое равновесие всегда смещается в ту или иную сторону в зависимости от того, насколько соответствует киногерой уже пережитому зрителем внутреннему представлению его книжного прототипа. С этим порядок. Примерно такими они мне и представлялись, прежде чем появились на экране».
Николай Корнацкий («Ведомости»): «Полтора часа внимательного просмотра на большом экране безжалостно высвечивают все недостатки. Видно, что „Манюню“ снимали быстро и дёшево. Картинка „рекламная“, историческая аутентичность минимальная. Не говоря уже про драматургию — набор скетчей с открытым финалом (в киноверсию вошло две трети событий первого сезона). Впрочем, достоинства стали ещё ярче. В первую очередь это крайне удачный кастинг. Особенно хороши девочки Карина Каграманян и Екатерина Темнова, а также Джульетта Степанян („Ход конём“) в роли Ба, озвученная Нонной Гришаевой („День выборов“)».